# Peter Hillebrandt
Peter Hillebrandt (* 8. Februar 1948) ist ein ehemaliger deutscher Fußballspieler.

## Werdegang
Der Mittelfeldspieler Peter Hillebrandt begann seine Karriere bei Eintracht Heessen in Hamm. Er wechselte im Jahre 1975 zum Zweitligisten DJK Gütersloh. Dort debütierte er am 25. Oktober 1975 bei der 0:2-Heimniederlage der Gütersloher gegen Borussia Dortmund. Hillebrandt absolvierte für die Gütersloher insgesamt 14 Zweitligaspiele, in denen er ohne Torerfolg blieb, und stieg im Sommer 1976 mit seiner Mannschaft in die Verbandsliga Westfalen ab.